# 666 (Band)
666 ist ein deutsches Eurodance/Trance-Projekt der beiden DJs und Musikproduzenten Thomas Detert und Mike Griesheimer (auch bekannt als DJ666, Mike Red). Sie erreichten Ende der 1990er und Anfang der 2000er einige Chartplatzierungen in Europa.

## Geschichte
666 wurde 1997 von Thomas Detert und Mike Griesheimer gegründet, beide waren zuvor Bestandteil des Eurodance-Projektes Activate. Bei Auftritten selbst präsentierten jedoch ein männlicher (genannt Demon) und zwei weibliche Tänzer die Band. Mit der ersten Single Alarma! erreichte 666 die deutschen und die österreichischen Singlecharts und konnte sich ebenfalls im Vereinigten Königreich platzieren. Es folgten weitere Singleveröffentlichungen aus ihrem Debütalbum Paradoxx, welche sich in verschiedenen Singlecharts Europas platzieren konnten. Das 1999 erschienene Album Nitemare war ein Remixalbum und beinhaltet Remixe von auf dem Album Paradoxx enthaltenen Liedern. Mit der im Jahr 2000 veröffentlichten Single Devil, welche auf 666 drittem Studioalbum Who’s Afraid Of …? enthalten ist, gelang ein Top-20 Hit in Großbritannien. 2002 erschien die Single Supa-Dupa-Fly, welche durch Viva in deren Clip Rotation aufgenommen wurde und daraufhin ebenfalls in die Charts einstieg.
Besonderen Erfolg hatte 666 in Skandinavien. In Schweden konnten sich zwei Studioalben und neun Singles in den Charts platzieren. Ebenfalls erhielt 666 für die Single Paradoxx! eine Goldene Schallplatte. In Norwegen erreichte 666 mit drei Singles die Top 10, das Debütalbum Paradoxx konnte auf Platz 2 der norwegischen Albumcharts vordringen. In Finnland hatte die Band mit der Single Policia 2005 einen Top-10-Hit.

## Diskografie

### Studioalben
| Jahr | Titel             | Höchstplatzierung, Gesamtwochen, AuszeichnungChartplatzierungen (Jahr, Titel, Platzierungen, Wochen, Auszeichnungen, Anmerkungen) | Höchstplatzierung, Gesamtwochen, AuszeichnungChartplatzierungen (Jahr, Titel, Platzierungen, Wochen, Auszeichnungen, Anmerkungen) | Höchstplatzierung, Gesamtwochen, AuszeichnungChartplatzierungen (Jahr, Titel, Platzierungen, Wochen, Auszeichnungen, Anmerkungen) | Höchstplatzierung, Gesamtwochen, AuszeichnungChartplatzierungen (Jahr, Titel, Platzierungen, Wochen, Auszeichnungen, Anmerkungen) | Höchstplatzierung, Gesamtwochen, AuszeichnungChartplatzierungen (Jahr, Titel, Platzierungen, Wochen, Auszeichnungen, Anmerkungen) | Anmerkungen                             |
| Jahr | Titel             | DE | AT | UK | SE | NO | Anmerkungen                             |
| ---- | ----------------- | --- | --- | --- | --- | --- | --------------------------------------- |
| 1998 | Paradoxx          | — | — | — | SE4 (18 Wo.)SE | NO2 (9 Wo.)NO | Erstveröffentlichung: 24. November 1998 |
| 1999 | Nitemare          | — | — | — | — | — | Erstveröffentlichung: 1999              |
| 2000 | Who’s Afraid Of…? | — | — | — | SE26 (11 Wo.)SE | — | Erstveröffentlichung: 27. November 2000 |

### Kompilationen
- 2001: Hellraiser
- 2007: Ways are Mystic
- 2008: Greatest Hits Collection

### Singles
| Jahr | Titel Album                | Höchstplatzierung, Gesamtwochen, AuszeichnungChartplatzierungen (Jahr, Titel, Album, Platzierungen, Wochen, Auszeichnungen, Anmerkungen) | Höchstplatzierung, Gesamtwochen, AuszeichnungChartplatzierungen (Jahr, Titel, Album, Platzierungen, Wochen, Auszeichnungen, Anmerkungen) | Höchstplatzierung, Gesamtwochen, AuszeichnungChartplatzierungen (Jahr, Titel, Album, Platzierungen, Wochen, Auszeichnungen, Anmerkungen) | Höchstplatzierung, Gesamtwochen, AuszeichnungChartplatzierungen (Jahr, Titel, Album, Platzierungen, Wochen, Auszeichnungen, Anmerkungen) | Höchstplatzierung, Gesamtwochen, AuszeichnungChartplatzierungen (Jahr, Titel, Album, Platzierungen, Wochen, Auszeichnungen, Anmerkungen) | Anmerkungen |
| Jahr | Titel Album                | DE | AT | UK | SE | NO | Anmerkungen |
| ---- | -------------------------- | --- | --- | --- | --- | --- | ----------- |
| 1997 | Alarma! Paradoxx           | DE56 (10 Wo.)DE | AT24 (11 Wo.)AT | UK58 (2 Wo.)UK | SE31 (15 Wo.)SE | NO5 (10 Wo.)NO |             |
| 1998 | Diablo Paradoxx            | DE37 (8 Wo.)DE | AT24 (8 Wo.)AT | — | SE38 (11 Wo.)SE | NO10 (9 Wo.)NO |             |
| 1998 | Amokk Paradoxx             | DE46 (7 Wo.)DE | AT20 (7 Wo.)AT | — | SE16 Gold · (18 Wo.)SE | NO4 (11 Wo.)NO |             |
| 1998 | Paradoxx                   | DE94 (1 Wo.)DE | AT32 (3 Wo.)AT | — | SE26 Gold · (12 Wo.)SE | — |             |
| 1999 | I’m Your Nitemare Paradoxx | — | — | — | SE36 (4 Wo.)SE | — |             |
| 1999 | Bomba! Who’s Afraid Of…?   | — | — | — | SE30 (12 Wo.)SE | — |             |
| 2000 | Devil Who’s Afraid Of…?    | — | — | UK18 (4 Wo.)UK | SE19 (11 Wo.)SE | — |             |
| 2001 | Supa-Dupa-Fly Hellraiser   | DE76 (5 Wo.)DE | AT51 (4 Wo.)AT | — | SE48 (2 Wo.)SE | — |             |
| 2002 | Rhythm Takes Control –     | — | — | — | SE48 (5 Wo.)SE | — |             |

Weitere Singles
- 1999: Get Up 2 Da Track
- 2000: Dance 2 Disco
- 2000: The Demon
- 2001: Salute
- 2001: Prince of Darkness
- 2003: Insanity
- 2004: Dance Now!
- 2005: Atencion (mit DJ Bonito)
- 2005: Policia

## Auszeichnungen für Musikverkäufe
| Silberne Schallplatte - Frankreich - 1998: für die Single Amokk - 1998: für die Single Diablo Goldene Schallplatte - Frankreich - 1997: für die Single Alarma! - 1998: für das Album Paradoxx |

Anmerkung: Auszeichnungen in Ländern aus den Charttabellen bzw. Chartboxen sind in ebendiesen zu finden.
| Land/RegionAuszeichnungen für Musikverkäufe (Land/Region, Auszeichnungen, Verkäufe, Quellen) | Silber     | Gold     | Platin | Verkäufe | Quellen                      |
| -------------------------------------------------------------------------------------------- | ---------- | -------- | ------ | -------- | ---------------------------- |
| Frankreich (SNEP)                                                                            | 2× Silber2 | 2× Gold2 | —      | 600.000  | infodisc.fr                  |
| Schweden (IFPI)                                                                              | —          | 2× Gold2 | —      | 30.000   | sverigetopplistan.se ifpi.se |
| Insgesamt                                                                                    | 2× Silber2 | 4× Gold4 | —      |          |                              |